# Markéta Franková
PhDr. Markéta Franková, rozená Markéta Pokorná (* 18. dubna 1960 Praha), je česká romanistka, vedoucí českých a slovenských překladatelů v evropské komisi v Bruselu.

## Dílo (výběr)
- FRANKOVÁ, Markéta. Portugalská konverzace. 1. vyd. Praha: Státní pedagogické nakladatelství, 1986.
- FRANKOVÁ, Markéta. Texty k portugalské konverzaci: (úvod do reálií Portugalska). 1. vyd. Praha: Univerzita Karlova, 1989. 267 str.
- FRANKOVÁ, Markéta. Texty k portugalské konverzaci: úvod do reálií Portugalska. 1. vydání. Praha: Univerzita Karlova, 1989-1990. 3 svazky (800 stran). ISBN 80-7066-277-8.